# Jaymay
Jaymay, pseudonimo di Jamie Seerman (New York, 3 gennaio 1981), è una cantautrice folk statunitense.

## Biografia
È cresciuta a Long Island e, nel 2003, dopo essersi laureata presso il college di Sarasota in Florida, è ritornata a New York per esibirsi in serate "open mics".
La sua influenza più grande dal punto di vista musicale è Bob Dylan.
È stata descritta dalla BBC come "darling of the New York 'Anti-Folk' scene", e dal New York Times come"big name…for the indie universe".
Jaymay è apparsa nello show Tv Late Night With Conan O'Brien lunedì 10 marzo 2008 e in The Late Late Show with Craig Ferguson martedì 13 maggio 2008. È apparsa inoltre in "The Colour Rooms" su Channel 4 sabato 17 marzo 2008.
Nel 2007 Jaymay si è trasferita a Londra, dopo aver firmato un contratto con la Hevenly Records, che è distribuita dalla major EMI. L'album di debutto di Jaymay Autumn Fallin è stato pubblicato negli USA l'11 marzo 2008 per la Blue Notes Records.

## Discografia
Album studio
- 2006: Sea Green, See Blu (EP)
- 2007: Autumn Fallin'